# 二号卜乡
二号卜乡，是中华人民共和国河北省张家口康保县下辖的一个乡镇级行政单位。

## 行政区划
二号卜乡下辖以下地区：
二号卜村、徐五林村、庙喇嘛村、二十号地村、白土卜村、保德堂村、小奔红村、二达井村、王国隆村、弄红营村、八大股村、庞旺营村、大章盖村、王立德村、郭珍营村、大沟房村、后土城村、温家营村、水乡村、乔士连村、大青沟房村、白脑包房村、戈家坊村、任牛村、西十大股村和西土城村。

## 全国重点文物保护单位
西土城遗址：位于二号卜乡，为金代古城遗址。